# Богданович, Владимир (футболист)
Вла́димир Богда́нович (серб. Владимир Богдановић / Vladimir Bogdanović; 5 октября 1986) — сербский футболист, полузащитник.

## Карьера

### Клубная
Начинал карьеру в любительской команде «Слога» из Кралево, профессиональную подготовку прошёл в «Црвене Звезде». Там же он получил право выступать официально за профессиональные клубы. Арендовался командами «Единство» (Уб), «Раднички» (Ниш) и «Смедерево». После ухода из стана «Црвены Звезды» провёл сезон в «Ляонине» из Китая, сейчас числится в составе софийского «Локомотива».

### В сборной
Отыграл 5 матчей за молодёжную сборную Сербии.